# 송방용
송방용(宋邦鏞, 1913년 3월 25일 (1913년 음력 2월 18일) - 2011년 9월 28일)은 대한민국의 정치인이었다. 본관은 여산(礪山)이다.

## 생애
배재고등보통학교를 5년 마치고 졸업한 뒤, 연희전문학교 문과를 4년 마치고 졸업하였다. 제2대, 제3대 민의원의원과 제5대 참의원의원, 제10대 국회의원을 역임하였다. 또한 금융통화위원회 위원, 경제과학심의회의상임위원 겸 장기자원대책위원회위원장과 대한민국헌정회 원로회의 의장, 대한민국헌정회 14대 회장을 역임하였다.

## 학력
- 경성 배재고등보통학교 졸업(1931년)
- 경성 연희전문학교 졸업(1940년)
- 대한민국 국방대학교 행정학사 1기(1956년)

## 역대 선거 결과
|  | 18.95% |

|  | 35.99% |

|  | 37.97% |

|  | 18.34% |

|  | 15.51% |

|  | 26.50% |

|  | 0% |

## 참고 자료
- 송방용 - 대한민국헌정회

| 전임 장경순 | 제14대 대한민국헌정회 회장 2005년 4월 ~ 2007년 3월 | 후임 이철승 |